# 六郎洞河
六郎洞河，位于中国云南省文山壮族苗族自治州丘北县西部，新店彝族乡境内，属于西江南盘江段右岸支流，河源地处岩溶山区，上游河段以地下暗河为主，下游出露于六郎洞，向西于小江口村以西入南盘江。流域面积约973.1平方公里，其中明流区38.6平方公里，伏流区934.5平方公里。平均流量23.1立方米每秒。富水力资源。下游建有六郎洞电站，是中国第一座在岩溶地区直接利用地下水发电的水电站。